# 7mate
7mate es un multicanal de televisión digital de alta definición, el cual fue lanzado por el Seven Network el 25 de septiembre de 2010.
La red declaró que 7mate podría contener programas deportivos y regulares que apuntarban principalmente a la audiencia macho alfa (alusión al eslogan del canal y ident), combinando nuevos shows animados, programas estadounidenses y otros espectáculos anteriormente estrenados en sus canales hermana Seven y 7TWO El canal reemplazó 7HD como el único canal Seven de alta definición.  El primer programa que se retransmitió en 7mate fue el animado 2010 AFL Grand Final en alta definición.

## Lanzamiento
El canal se estrenó como un canal separado el 25 de septiembre de 2010. El primer programa del canal era la animación de 2010 AFL Grand Final, el cual era una emisión simulcast con un SD en la Seven Network. Siguiendo la cobertura de AFL, el canal empezó a estrenar programación propia, con un adelanto promocional de los próximos programas a estrenar en 7mate. El primer programa que salió al aire era un episodio de That '70s Show.

## Programación
El canal está orientado a un índice demográfico para hombre de 16 a 49 años, después del éxito de la Seven Network con 7TWO para mujeres entre los 25 y los 35 años. Su programación es una mezcla de series y programas repetidos de Seven Network o 7TWO, programas que hacen su libre debut en el aire y nuevos programas para la TV Australiana.  Seven y 7TWO ahora apuntar a un público demográfico mayor a los 55 años.
Muestra aquello movido de otros Siete canales incluyen estaciones nuevas de Padre de Familia, American Dad! y The Amazing Race. Repitió temporadas de Scrubs, Last Comic Standing, Mayday: catástrofes aéreas, 30 Rock, El Show de los 70, Lost y How I Met Your Mother también movida a 7mate. Mighty Ships, del se estrenaron tres episodios en forma de un especial en Seven Network, movido como serie regular a 7mate.
Entre los programas que emite están: Eastbound and Down, Monster Garage,Jersey Shore,  Gen Simmons Joyas Family y Punk'd. Entre los nuevos shows está The Equalizer, Warehouse13 y Caprica. Además, el canal presenta un número de acontecimientos deportivos. Todos los juegos AFL en 2012 será retransmitido desde 7mate en New South Gales, Australia y Queensland, Australia.
El 13 de mayo de 2014, la producción local de 7mate Bogan Hunters fue el programa no deportivo con más índice de audiencia.
7mate también presenta películas a través de tratos con estudio de cine, incluyendo Columbia Pictures, DreamWorks Animation con Paramount, Touchstone Pictures, DreamWorks con Touchstone, Walt Disney Pictures y Universal Studios.

### Programación actual
- 30 Rock
- Air Cops
- America's Toughest Jobs
- American Dad! (Temporadas nuevas)
- American Pickers
- Los Restauradores
- Auction Kings
- Bid America
- Big!
- Building The Ultimate
- Bogan Hunters
- Chappelle's Show
- The Chasers War on Everything (repeticiones)
- CNNNN (Repeticiones)
- Covert Affairs
- Crank Yankers
- D.E.A
- Dream Car Garbage
- Family Guy (Todos los Episodios Nuevos y repeticiones)
- FlashForward
- Happy Three Friends
- Hardcore Pawn
- Hook, Line and Sinker
- I'm in the Band
- Is It Real?
- Jail
- Jetpack Nation
- Kick Buttowski: Suburban Daredevil
- Kinne
- The Kingdom
- Motor Mate
- Married..with Children
- Mounted in Alaska
- Mythbusters (solo repetición de episodios iniciales, los nuevos episodios aún se estrenan en SBS)
- Operation Repo
- Outback Truckers
- Pawn Stars
- Pimp my ride
- Proyect Xtreme
- Rude Tube
- Selling Big
- Seinfeld (repeticiones)
- Shannons Legends of Motorsport
- Sons and Daughters (al igual que Seven y 7TWO)
- SportsFan Clubhouse
- Stich!
- Style in Steel
- Suits
- The Big Bang Theory
- Trapped
- Turtleman
- Ultimate Factories
- Ultimate Spider-Man
- Verminators
- V.I.P.
- World's Craziest Fools
- WWE Afterburn
- Zeke and Luther
- Zoom TV

### Programas anteriores
- Mayday: catástrofes aéreas (trasladado a 7TWO)
- Caprica
- Eastbound and Down
- Gen Simmons Family Jewels
- Gravity Falls[8]
- How I Met Your Mother (repeticiones)
- Last Comic Standing
- NWA: On Fire
- Lost
- NBC Today (movido a 7TWO)
- NBC Meet the Press (movido a 7TWO)
- Scrubs
- That '70s Show
- The Amazing Race (movido a 7TWO)
- The Drew Carey Show
- The Equalizer
- Werehouse 13

El 28 de abril de 2011 se anunció que desde 2012 a 2016, 7mate estrenará un mínimo de cuatro AFL en vivo emparejando cada ronda con el NSW/ACT y los mercados de Queensland, por ello yendo cabeza-a-cabeza con la Nine Network's NRL transmisión en directo en las noches de cada viernes.

### Noticias
7mate estrena Seven News que estaba en el canal principal Seven y de 7TWO. Todas las actualizaciones las noticias son a través de cualquier estado.

### Programas deportivos
7mate televisa en vivo AFL a través de la cobertura de Nueva Gales del Sur y Queensland, donde las ligas de rugby cubre mayor parte de esta. Algunos partidos pueden ser televisados después de la medianoche, o no emitirse en absoluto, cuando el contrato actual de AFL requiere los equipos locales (i.e. Sydney Swans/Greater Western Sydney Giants y Brisbane Lions/Gold Coast Suns) para ser televisados en vivo a sus respectivos estados. 7mate también tiene su propia radio emisora exclusivo de la Internacional Rules Series a audiencias australianas.
Anteriormente, en 2012, ocasionalmente se transmitía el V8 Supercars a través de 7mate si había un partido de AFL que era para ser televisado al mismo tiempo. 7mate también televisaba algún partido de AFL en vivo a Sídney y Brisbane, a toda costa del cual los equipos jugaban.
7mate también retransmite de manera exclusiva todos los partidos de la 2013 Rugby League World Cup.
Esté anunciado en noviembre de 2013 que 7mate obtuvo los derechos de televisar el Copa Hopman 2014, después de que Network Ten decidió no continuar su asociación con el acontecimiento después de que tres ediciones.
El 2013–14 LFL Australia season de Legends Football League se transmitió en 7mate.
7mate retransmitirá los juegos de South Australian National Football 2014 cuando parte de Seven Network fue durante tres años consecutivos exclusivamente retransmitido en SANFL. Después de ser con el ABC desde entonces 1993, esto marca el regreso de ligas a televisión comercial por primera vez en 22 años.

## Disponibilidad
7mate es disponible en alta definición en áreas metropolitanas y la región de Queensland a través de Seven Networks adueñadas y operadas incluyendo ATN Sydney, HSV Melbourne, BTQ Brisbane, SAS Adelaide, TVW Perth y STQ Queensland, así como vía regional afiliada GWN7 en áreas regionales y remotas de Australia Occidental y Prime7 en áreas más regionales de NSW/ACT, Victoria y la Región de Gold Coast de Queensland, donde 7mate está retransmitido en número de canal lógico 63.
Aun así, a diferencia de Prime7, la afiliada Southern Cross Television retrasó la introducción del canal en Tasmania y Darwin hasta que en 24 de octubre de 2010, debido a una requerida actualización técnica. Es actualmente retransmitido en número de canal lógico 60 en Tasmania y 70 en Darwin.